# Пожар в клубе «911»
Пожар в стриптиз-клубе «911» произошёл 25 марта 2007 года в Москве. В результате пожара 10 человек погибли и 4 человека пострадали.

## Ход событий
3 марта 2007 года, за несколько дней до пожара, клуб получил награду Night Life Awards за 2006 год.
Сигнал о возгорании поступил 25 марта 2007 года в 03:09. По данным РИА Новости, менее чем через 10 минут на место происшествия прибыли первые пожарные машины, всего же в тушении были задействованы 25 пожарных расчётов. Также на место прибыли несколько машин скорой помощи и пять отрядов МЧС.
Уже утром, отчитываясь о проделанной работе перед собравшимися у оцепленного здания журналистами, представитель столичной пожарной охраны сообщил, что локализовать возгорание, охватившее не менее 100 квадратных метров площади клуба, удалось к 04:24, а полностью пожар был потушен к 04:41.

## Расследование
Проникнув в практически полностью выгоревший клуб, пожарные обнаружили в его помещениях тела 10 погибших — четырёх женщин и шестерых мужчин. В числе погибших оказались двое иностранцев (граждане Болгарии). Одна из работниц заведения в утреннем эфире телеканала НТВ рассказала, что среди погибших были и посетители увеселительного заведения, и его стриптизёрши, одной из которых было 19 лет.
Работающие на месте происшествия медицинские эксперты заявляют, что все или почти все погибшие при пожаре скончались от отравления продуктами горения. Однако в Сети уже оказались опубликованы неизвестно каким образом полученные фотографии внутренних помещений сгоревшего заведения, на которых видны обгоревшие тела в апартаментах с закопченными бутылками шампанского на уцелевших столиках.
Выбраться из стриптиз-клуба самостоятельно или с помощью подоспевших пожарных смогли более чем 150 человек. Однако, допросив некоторых из них, сотрудникам правоохранительных органов удалось в общих чертах восстановить картину того, что происходило в клубе непосредственно перед пожаром.
Как рассказал руководитель пресс-службы главного управления МЧС РФ по Москве Евгений Бобылев, «один из очевидцев сообщил милиционерам, что пожар начался после возгорания одежды на одном из пиротехников огневого шоу». Бобылев поведал со слов очевидца, что пожар начался во время традиционного для клуба «911» огненного шоу. Сначала в СМИ появились сообщения, что шоу устраивал бармен клуба, который пролил на себя около 300 миллилитров горящей жидкости. Затем в информагентствах виновника пожара начали называть пиротехником. Появилась информация, что во время представления, в котором используется спирт, около пиротехника вдруг вспыхнула чаша с этим самым спиртом. Пламя моментально перекинулось на стоявшую рядом пятилитровую канистру с тем же содержимым, через несколько мгновений огнём был охвачен весь зал.
23 июля 2008 года два бармена сгоревшего клуба получили 3,5 лет лишения свободы в колонии-поселении, гендиректор был осуждён на «3 года лишения свободы условно с лишением права занимать руководящие должности в учреждениях и организациях любой организационно-правовой формы сроком на 1 год».